# GO!GO!ワイド
『GO!GO!ワイド』（ゴーゴーワイド）は、2001年10月から宮崎放送運営のMRTラジオで放送されているワイド番組。2022年10月からは毎週月曜 - 金曜 13:00 - 16:15（日本標準時）に放送。

## パーソナリティ
2024年4月以降のメンバーを記載。太字は宮崎放送のアナウンサー。
- 月・火曜日
  - 山崎直人
  - さとうくみこ
- 水・木曜日
  - 清水玲
  - 坂井淳子（元JOY FMアナウンサー）
- 金曜日
  - 澁谷祐太朗
  - 坂井淳子（元JOY FMアナウンサー）

## タイムテーブル
- 13:00 オープニング
- 13:15 GO!GO!ニュース
- 13:25 飛び出せスクーピー
- 13:30 交通情報
- 13:35 日替わりコーナー④（火・木曜日のみ）
- 13:50 MRTラジオパワープレイ 音楽魂
- 14:00 夕刊デイリータイム
- 14:05 JR九州インフォメーション
- 14:15 日替わりコーナー①
- 14:25 みやざきゴルフ天国
- 14:30 宮崎市役所です。こんにちは（火 - 金曜日）
- 14:40 日替わりコーナー②（月・木・金曜日のみ）
- 15:05 GO-OPタイム
- 15:10 日替わりコーナー③
- 15:30 みやこのじょうドキドキナビ[注釈 1]
- 15:45 飛び出せスクーピー
- 15:50 青果物市況
- 16:00 あの味この味うまい店
- 16:05 エンディング

### 日替わりコーナー①
- 月 週間実は…穴があったら入りたい
- 火 お悩みウーマン！怪傑ポロリ
- 水 これ知っちょたクイズでGO!GO!
- 木・金 ラジオでバトル・直接投票 喧嘩でGO!GO![注釈 2]

### 日替わりコーナー②
- 月 鉄板ですよ
- 木 過払い金納得法律相談
- 金 Enjoy!ハーレー

### 日替わりコーナー③
- 月・水・金 GO!GO!ミニッツ
- 火 荒野の宣伝マン
- 木 GO!GO!カラオケ学院

### 日替わりコーナー④
- 火 家族葬のファミーユに何でも聞いて見よう！
- 木 トヨタ街角ステーション

## 関連番組
2019年10月からは、毎週土曜 16:00 - 16:55 に関連番組『武坊・淳子の土曜もGO!GO!』が放送されていた。パーソナリティは、当時木・金曜日を担当していた川野武文と坂井淳子が兼務していた。